# Weltbevölkerung

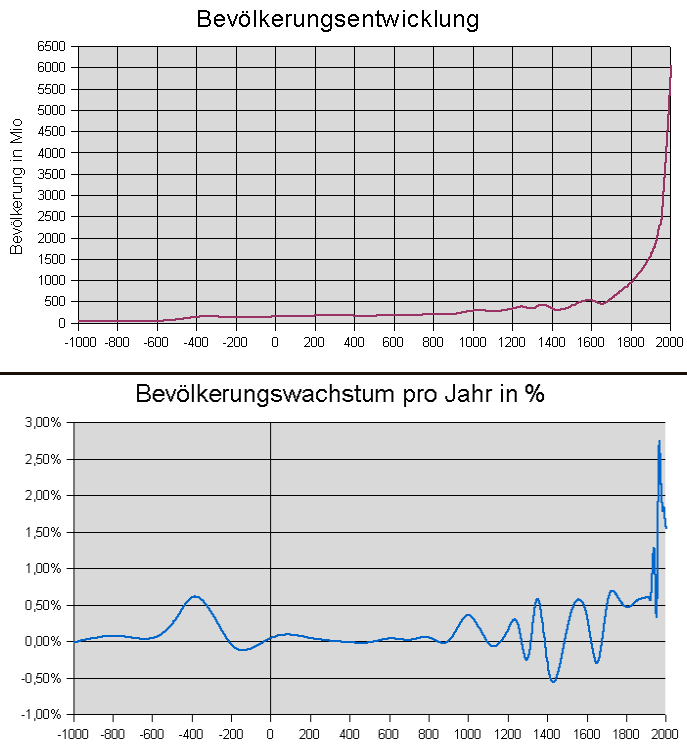
Entwicklung der Weltbevölkerung. Oben: absolut in Millionen Menschen; unten: relativer Zuwachs pro Jahr in % (Grafik von 2004)

Als Weltbevölkerung oder Erdbevölkerung bezeichnet man die Zahl der Menschen, die auf der Erde leben bzw. zu einem bestimmten Zeitpunkt gelebt haben (oder laut Hochrechnungen leben werden). Die Disziplinen Demografie und Bevölkerungsgeografie untersuchen den Stand, die historische Entwicklung, die räumliche Verteilung sowie die Dynamik der Weltbevölkerung und erstellen Prognosen.
Die Weltbevölkerung umfasste im November 2022 rund 8,0 Milliarden Menschen. Nach dem Weltbevölkerungsbericht des Bevölkerungsfonds der Vereinten Nationen wurde die Acht-Milliarden-Menschen-Marke am 15. November 2022 überschritten. Die Festlegung auf einen Tag ist dabei als symbolischer Akt zu verstehen, weil diese Schätzung der Weltbevölkerung mit einer Unsicherheit von bis zu ±5 % behaftet ist. Die UNO rechnete für den Zeitraum 2015 bis 2020 mit einem Bevölkerungswachstum von rund 78 Millionen Menschen pro Jahr.
Mitte 2024 gab es nach UN-Angaben knapp 8,2 Milliarden Menschen auf der Erde. Das Wachstum soll sich bis 2084 fortsetzen auf dann 10,3 Milliarden Menschen. Fürs Jahr 2100 werden 10,2 Milliarden Menschen prognostiziert. Nach einer anderen Quelle von 2024, die auf UN-Daten basiert und die Variationsrechnung der Wicksell-Produktionsfunktion verwendet, soll die Weltbevölkerung 2086 einen Höchststand von etwa 10,43 Milliarden erreichen und danach gleichmäßig abnehmen. 
Die Länder mit den meisten Einwohnern sind Indien und die Volksrepublik China mit jeweils ca. 1,4 Milliarden Menschen.

## Historische Entwicklung der Weltbevölkerung

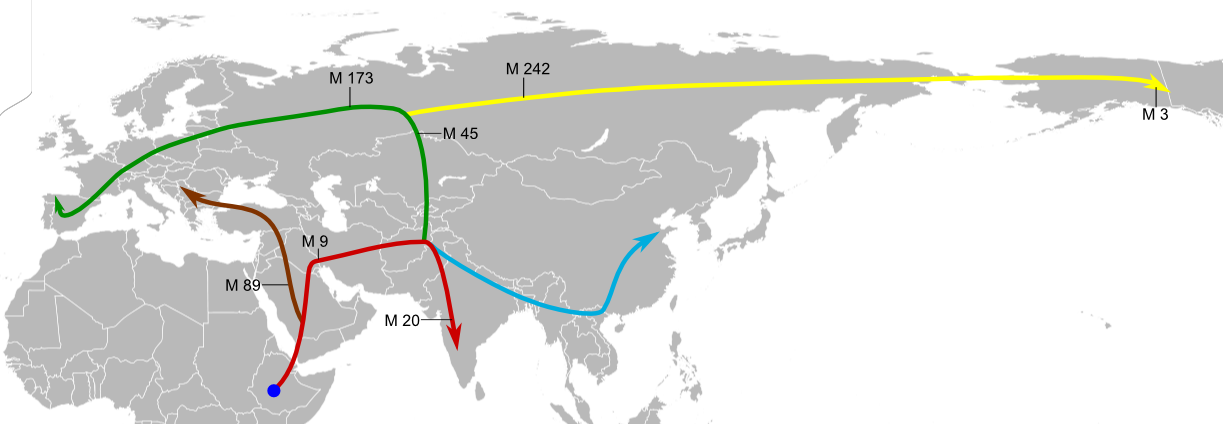
Theorie der Ausbreitung des Menschen in der zweiten Siedlungswelle ab etwa 50.000 Jahren vor heute

Der anatomisch moderne Mensch (Homo sapiens) ist nach dem Aussterben des Homo floresiensis vor 60.000 Jahren und des Neandertalers vor rund 40.000 Jahren die einzige überlebende Art der Gattung Homo. Statistische Analysen der mitochondrialen DNA (mtDNA) des Homo sapiens haben eine unerwartet geringe genetische Vielfalt ergeben und zu der Annahme geführt, dass es vor rund 70.000 bis 80.000 Jahren einen genetischen Flaschenhals beim Menschen gegeben haben könnte; seinerzeit hätten demnach nur etwa 1.000 bis 10.000 Individuen von Homo sapiens, größtenteils in Afrika, gelebt. Erst vor rund 50.000 Jahren begann die Ausbreitung des Homo sapiens von Afrika aus über alle anderen Kontinente. Bis zum Ende der letzten Kaltzeit vor 10.000 Jahren lebten dann etwa 5 bis 10 Millionen Menschen weltweit.
Die Größe der Weltbevölkerung vor 2000 Jahren wird auf 170 bis 400 Millionen geschätzt, die UNO geht von 300 Mio. aus. Das Römische Reich soll zu Beginn unserer Zeitrechnung 57 Millionen Menschen gezählt haben, das Chinesische Reich 75 Mio. Einwohner. Vor 1000 Jahren lebten 250 bis 350 Millionen Menschen, die UNO nimmt 310 Mio. an. Nach diesem Stillstand der Bevölkerungsentwicklung im ersten Jahrtausend unserer Zeitrechnung begann das Wachstum im Hochmittelalter erneut, erlitt im Spätmittelalter jedoch Einbrüche durch Pest, Pocken und andere Seuchen.
Vor 500 Jahren betrug die Weltbevölkerung 425 bis 540 Millionen, die UNO geht von 500 Millionen aus. Im Laufe des 16. Jahrhunderts soll die amerikanische Bevölkerung (Indianer) durch eingeschleppte Seuchen von etwa 50 Millionen auf nur noch 5 Millionen zurückgegangen sein, während in Europa und Asien die Bevölkerung weiter zunahm. Das weltweite Wachstum stieg im 18. Jahrhundert dauerhaft über 0,5 % im Jahr und Mitte des 20. Jahrhunderts für einige Jahrzehnte sogar über 2 %, so dass man von einer Bevölkerungsexplosion sprechen kann.

## Neuzeit
Nach dem Jahr 1700 setzte ein rapides Bevölkerungswachstum ein. Erstmals in der Menschheitsgeschichte lag die Verdopplungszeit im Bereich von Jahrhunderten und schließlich Jahrzehnten. Um das Jahr 1804 überschritt die Weltbevölkerung die Anzahl von einer Milliarde Menschen. Innerhalb des 20. Jahrhunderts hat sich die Weltbevölkerung etwa verdreieinhalbfacht:
- 1804: 1 Milliarde
- 1927 (nach 123 Jahren): 2 Milliarden
- 1960 (nach 33 Jahren): 3 Milliarden
- 1974 (nach 14 Jahren): 4 Milliarden
- 1987 (nach 13 Jahren): 5 Milliarden
- 1999 (nach 12 Jahren): 6 Milliarden
- 2011 (nach 12 Jahren): 7 Milliarden
- 2022 (nach 11 Jahren): 8 Milliarden Menschen

Bei einem Bevölkerungswachstum von jährlich rund 80 Millionen Menschen steigt die Zahl der Erdenbürger jeden Tag um fast 220.000 und in jeder Minute um mehr als 150 Menschen.
Seit Ende der 1960er Jahre nimmt das jährliche Wachstum prozentual wieder ab: von damals 2,1 % auf 1,09 % im Zeitraum 2015–2020. Seit Ende der 1980er Jahre stagniert das jährliche Weltbevölkerungswachstum in absoluten Zahlen. Es liegt bei ca. 80 Millionen pro Jahr.
Der überwiegende Anteil des Bevölkerungswachstums findet derzeit in den Entwicklungsländern bzw. in den wenig entwickelten und ärmeren Staaten der Welt statt. In einigen höher entwickelten Ländern – insbesondere den meisten ehemaligen Ostblock-Staaten – nimmt die Bevölkerungszahl ab. Siehe auch: Demografisch-ökonomisches Paradoxon

### Weltbevölkerung unter 15 Jahren
Die Gesamtzahl der Kinder unter 15 Jahren liegt bei rund 2 Milliarden. Sie stieg von 1960 (1,127 Milliarden) an, erreichte 2000 bis 2003 mit 1,86 Milliarden einen ersten Höhepunkt, nahm dann geringfügig ab (auf 1,84 Milliarden in den Jahren 2004 bis 2006) und stieg danach von 2007 bis 2020 auf 2,01 Milliarden an. Während die Gesamtzahl (absolute Zahl) sich von 1960 bis 2000 nahezu verdoppelte, ist ihr (relativer) Anteil in dieser Zeit deutlich gesunken. Von 37 % der Weltbevölkerung ab 1960 stieg ihr Anteil kurzzeitig an, erreichte 1966 einen Höchstwert von 38 % und fiel danach kontinuierlich bis auf 25 % ab (Stand: 2022).

### Bevölkerung nach Kontinenten gemäß den Vereinten Nationen

Weltbevölkerungspyramide in kontinentalen Clustern im Jahr 2023

| Region                                | 2022 (%)        | 2030 (%)        | 2050 (%)        |
| ------------------------------------- | --------------- | --------------- | --------------- |
| Sub-Sahara-Afrika                     | 1.152 (14,51 %) | 1.401 (16,46 %) | 2.094 (21,62 %) |
| Nordafrika und Vorderasien            | 549 (6,91 %)    | 617 (7,25 %)    | 771 (7,96 %)    |
| Zentralasien und Südasien             | 2.075 (26,13 %) | 2.248 (26,41 %) | 2.575 (26,58 %) |
| Ostasien und Südostasien              | 2.342 (29,49 %) | 2.372 (27,87 %) | 2.317 (23,92 %) |
| Europa, Vereinigte Staaten und Kanada | 1.120 (14,10 %) | 1.129 (13,26 %) | 1.125 (11,61 %) |
| Lateinamerika und Karibik             | 658 (8,29 %)    | 695 (8,17 %)    | 749 (7,73 %)    |
| Australien/Neuseeland                 | 31 (0,39 %)     | 34 (0,40 %)     | 38 (0,39 %)     |
| Andere Länder Ozeaniens               | 14 (0,18 %)     | 15 (0,18 %)     | 20 (0,21 %)     |
| Welt                                  | 7.942           | 8.512           | 9.687           |

## Prognosen und Szenarien

UNO-Bevölkerungsanalyse und -prognose nach Kontinenten (Stand: 2007)

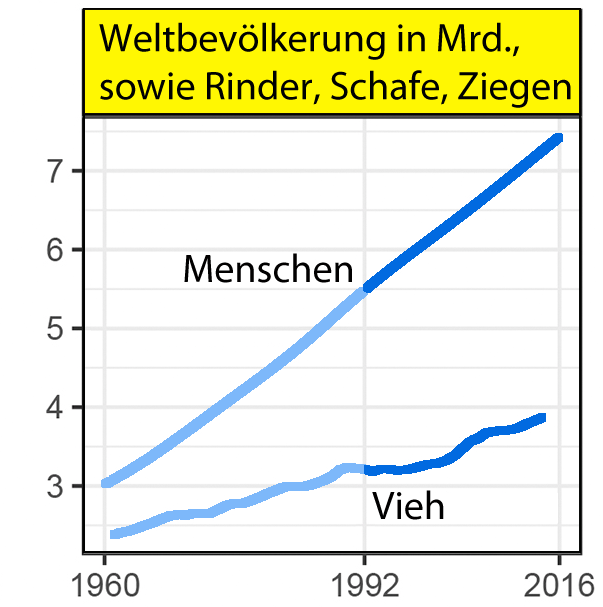
Entwicklung der Weltbevölkerung (und der Wiederkäuer-Nutztierpopulationen) nach „World Scientists’ Warning to Humanity: A Second Notice“ 2017

Von der Katastrophentheorie des Thomas Malthus im Jahre 1798 bis in die Gegenwart überschätzten Prognosen die tatsächliche Bevölkerungsentwicklung zumeist deutlich. Ein Hauptgrund sind Fehlprognosen für die Volksrepublik China. Dort sank das Bevölkerungswachstum stärker als erwartet. In den 1960er Jahren erregte die pessimistische Prognose eines Statistikers in den USA Aufsehen, der für den 21. Juni 2116 ankündigte, dass für jeden Mensch nur noch ein Stehplatz auf der Erde bleibe.
1975 erwartete die UNO für 2010 7,6 Milliarden Menschen sowie für 2100 12,3 Milliarden.
2010 erwartete sie in ihrer mittlerer Projektion bis 2025 8,17 Milliarden und bis 2100 10,9 Milliarden Menschen.
2019 prognostizierte die UNO unverändert 10,9 Milliarden im Jahr 2100. Die Bevölkerung in Subsahara-Afrika verdopple sich bis 2050. Für Ozeanien ohne Australien und Neuseeland erwartete man von 2019 ausgehend bis 2050 einen Anstieg um 56 %, für Nordafrika und Westasien von 46 %, für Australien und Neuseeland um 28 %, für Zentral- und Südasien um 25 %, für Lateinamerika und die Karibik um 18 %, für Ost- und Südostasien um 3 % sowie für Europa und Nordamerika um 2 %.
Mehr als die Hälfte des prognostizierten Anstiegs der Weltbevölkerung bis 2050 wird sich auf nur acht Länder konzentrieren: Demokratische Republik Kongo, Ägypten, Äthiopien, Indien, Nigeria, Pakistan, die Philippinen und Tansania.
Im Jahr 2020 erwartete das Institute for Health Metrics and Evaluation (IHME) der University of Washington in Seattle für 2100  8,8 Milliarden Menschen, also 2 Milliarden weniger als die UNO im Jahre 2019.
Im Jahr 2022 gingen die Vereinten Nationen davon aus, dass die Weltbevölkerung Ende der 2080er Jahre mit etwa 10,4 Milliarden Menschen ihren Höchststand erreicht.
Nach einer Analyse von Earth for all aus dem Jahr 2023 könnte der Höchststand schon 2046 mit 8,6 Mrd. Menschen erreicht sein.
Im Juli 2024 reduzierte die UN ein weiteres Mal ihre Vorhersage und geht von einem Peak von 10,3 Mrd. Menschen Anfang der 2080er Jahre aus.
Das Bildungsniveau der Frauen und der Zugang zu Verhütungsmitteln gelten als entscheidende Faktoren für die Bevölkerungsentwicklung. Beide Faktoren werden in der im Lancet veröffentlichten IHME-Studie explizit im Vorhersage-Modell berücksichtigt, während sie im Modell der Vereinten Nationen nur indirekt eingehen. Auch die Vorhersagen des Wittgenstein Centre for Demography and Global Human Capital liegen traditionell unter denen der Vereinten Nationen.
2015 nahm man an, dass die mittlere Kinderzahl (Fertilitätsrate) von 2,5 Kindern pro Frau weltweit bis 2100 unter das sogenannte Ersatzniveau (2,1) auf zwei Kinder pro Frau sinkt.
Läge die mittlere Kinderzahl um ein halbes Kind pro Frau höher, würde die Weltbevölkerung bis 2100 auf 16,6 Milliarden Menschen anwachsen (hohe Variante). Bei einem halben Kind weniger würden im Jahr 2100 nur 7,3 Milliarden Menschen auf der Erde leben (niedrige Variante).
Neben der Fertilitätsrate sind auch die Lebenserwartung und die Kindersterblichkeit bedeutsam, wobei angenommen wird, dass die Lebenserwartung weiter steigen und die Kindersterblichkeit weiter fallen wird. Bei der regionalen Verteilung spielen auch Wanderungsbewegungen eine wichtige Rolle.
Das Durchschnittsalter der Weltbevölkerung betrug im Jahr 2004 gemäß WHO 27,6 Jahre und wird nach UNO-Angaben bis 2050 voraussichtlich auf 38,1 Jahre steigen. Die UNO erwartet bis zum Jahr 2050 einen weltweiten Zuwachs bei den über 60-Jährigen von jetzt gut 10 % auf dann knapp 22 % bei gleichzeitigem Rückgang des Bevölkerungsanteils der Kinder bis 15 Jahre von jetzt knapp 30 % auf knapp 20 %.

### Mathematische Annäherung
Im Jahr 1975 schlug Sebastian von Hoerner eine Formel für das Bevölkerungswachstum vor, die ein hyperbolisches Wachstum mit einer unendlichen Bevölkerung im Jahr 2025 darstellte. Das bis in die 1970er Jahre beobachtete hyperbolische Wachstum der Weltbevölkerung wurde später mit einer nichtlinearen positiven Rückkopplung zweiter Ordnung zwischen demographischem Wachstum und technologischer Entwicklung korreliert.
Diese Rückkopplung kann wie folgt beschrieben werden: technologischer Fortschritt → Erhöhung der Tragfähigkeit von Land für Menschen → demographisches Wachstum → mehr Menschen → mehr potentielle Erfinder → Beschleunigung des technologischen Fortschritts → beschleunigtes Wachstum der Tragfähigkeit → schnelleres Bevölkerungswachstum → beschleunigtes Wachstum der Anzahl potentieller Erfinder → schnellerer technologischer Fortschritt → somit schnelleres Wachstum der Tragfähigkeit der Erde für Menschen usw. Der Übergang vom hyperbolischen Wachstum zu langsameren Wachstumsraten hängt mit dem demographischen Übergang zusammen.
Nach Angaben des russischen Demographen Sergej Kapiza wuchs die Weltbevölkerung zwischen 67.000 v. Chr. und 1965 nach folgender Formel:
{\displaystyle N={\frac {C}{\tau }}\operatorname {arccot} {\frac {T_{0}-T}{\tau }}}
- N ist die aktuelle Population
- T ist das aktuelle Jahr
- C = (1,86±0,01)·1011
- T0 = 2007±1
- {\displaystyle \tau } = 42±1

## Weltbevölkerung, 1 -1998 (in Tausend)
Quelle: Maddison et al. (Universität Groningen).
| Jahr                                                    | 1       | 1000    | 1500    | 1600    | 1700    | 1820      | 1870      | 1913      | 1950      | 1973      | 1998      |
| ------------------------------------------------------- | ------- | ------- | ------- | ------- | ------- | --------- | --------- | --------- | --------- | --------- | --------- |
| Westeuropa                                              | 24 700  | 25 413  | 57 268  | 73 778  | 81 460  | 132 888   | 187 532   | 261 007   | 305 060   | 358 390   | 388 399   |
| Ost-Europa (ohne die Länder der UdSSR)                  | 4 750   | 6 500   | 13 500  | 16 950  | 18 800  | 36 415    | 52 182    | 79 604    | 87 289    | 110 490   | 121 006   |
| Ehemalige UdSSR                                         | 3 900   | 7 100   | 16 950  | 20 700  | 26 550  | 54 765    | 88 672    | 156 192   | 180 050   | 249 748   | 290 866   |
| Europa als Ganzes (einschließlich der Länder der UdSSR) | 33 350  | 39 013  | 87 718  | 111 428 | 126 810 | 224 068   | 328 386   | 496 803   | 572 399   | 718 628   | 800 271   |
| Vereinigte Staaten                                      | 680     | 1 300   | 2 000   | 1 500   | 1 000   | 9 981     | 40 241    | 97 606    | 152 271   | 212 909   | 279 040   |
| Andere westliche Ableger                                | 490     | 660     | 800     | 800     | 750     | 1 249     | 5 892     | 13 795    | 23 823    | 39 036    | 52 859    |
| Westliche Ableger insgesamt                             | 1 170   | 1 960   | 2 800   | 2 300   | 1 750   | 11 230    | 46 133    | 111 401   | 176 094   | 250 945   | 323 420   |
| Mexiko                                                  | 2 200   | 4 500   | 7 500   | 2 500   | 4 500   | 6 587     | 9 219     | 14 970    | 28 485    | 57 643    | 98 553    |
| Andere lateinamerikanische Länder                       | 3 400   | 6 900   | 10 000  | 6 100   | 7 550   | 14 633    | 30 754    | 65 545    | 137 352   | 250 807   | 409 070   |
| Lateinamerika insgesamt                                 | 5 600   | 11 400  | 17 500  | 8 600   | 12 050  | 21 220    | 39 973    | 80 515    | 165 837   | 308 450   | 507 623   |
| Japan                                                   | 3 000   | 7 500   | 15 400  | 18 500  | 27 000  | 31 000    | 34 437    | 51 672    | 83 563    | 108 660   | 126 469   |
| China                                                   | 59 600  | 59 000  | 103 000 | 160 000 | 138 000 | 381 000   | 358 000   | 437 140   | 546 815   | 881 940   | 1 242 700 |
| Indien                                                  | 75 000  | 77 000  | 113 000 | 145 000 | 201 000 | 209 000   | 239 000   | 319 000   | 362 000   | 549 000   | 1 029 000 |
| Andere asiatische Länder                                | 36 600  | 41 400  | 55 400  | 65 000  | 71 800  | 89 366    | 119 619   | 185 092   | 392 481   | 677 214   | 1 172 243 |
| Asien insgesamt (ohne Japan)                            | 171 200 | 175 400 | 268 400 | 360 000 | 374 800 | 679 366   | 730 619   | 925 932   | 1 298 296 | 2 139 154 | 3 389 943 |
| Afrika                                                  | 16 500  | 33 000  | 46 000  | 55 000  | 61 000  | 74 208    | 90 466    | 124 697   | 228 342   | 387 645   | 759 954   |
| Welt (Tausende)                                         | 230.820 | 268.273 | 437.818 | 555.828 | 603.410 | 1.041.092 | 1.270.014 | 1.791.020 | 2.524.531 | 3.913.482 | 5.907.680 |

### Anteil der Weltbevölkerung, 1 a.d.-1998 (% der Weltbevölkerung)
Quelle: Maddison et al. (Universität Groningen).
| Jahr                                                    | 1     | 1000  | 1500  | 1600  | 1700  | 1820  | 1870  | 1913  | 1950  | 1973  | 1998  |
| ------------------------------------------------------- | ----- | ----- | ----- | ----- | ----- | ----- | ----- | ----- | ----- | ----- | ----- |
| Westeuropa                                              | 10,7  | 9,5   | 13,1  | 13,3  | 13,5  | 12,8  | 14,8  | 14,6  | 12,1  | 9,2   | 6,6   |
| Ost-Europa (ohne die Länder der UdSSR)                  | 2,1   | 2,4   | 3,1   | 3,0   | 3,1   | 3,5   | 4,1   | 4,4   | 3,5   | 2,8   | 2,0   |
| Ehemalige UdSSR                                         | 1,7   | 2,6   | 3,9   | 3,7   | 4,4   | 5,3   | 7,0   | 8,7   | 7,1   | 6,4   | 4,9   |
| Europa als Ganzes (einschließlich der Länder der UdSSR) | 14,5  | 14,5  | 20,1  | 20,0  | 21,0  | 21,6  | 25,9  | 27,7  | 22,7  | 18,4  | 13,5  |
| Vereinigte Staaten                                      | 0,3   | 0,5   | 0,5   | 0,3   | 0,2   | 1,0   | 3,2   | 5,4   | 6,0   | 5,4   | 4,6   |
| Andere westliche Ableger                                | 0,2   | 0,2   | 0,2   | 0,1   | 0,1   | 0,1   | 0,5   | 0,8   | 0,9   | 1,0   | 0,9   |
| Westliche Ableger insgesamt                             | 0,5   | 0,7   | 0,6   | 0,4   | 0,3   | 1,1   | 3,6   | 6,2   | 7,0   | 6,4   | 5,5   |
| Mexiko                                                  | 1,0   | 1,7   | 1,7   | 0,4   | 0,7   | 0,6   | 0,7   | 0,8   | 1,1   | 1,5   | 1,7   |
| Andere lateinamerikanische Länder                       | 1,5   | 2,6   | 2,3   | 1,1   | 1,3   | 1,4   | 2,4   | 3,7   | 5,4   | 6,4   | 6,9   |
| Lateinamerika insgesamt                                 | 2,4   | 4,2   | 4,0   | 1,5   | 2,0   | 2,0   | 3,1   | 4,5   | 6,6   | 7,9   | 8,6   |
| Japan                                                   | 1,3   | 2,8   | 3,5   | 3,3   | 4,5   | 3,0   | 2,7   | 2,9   | 3,3   | 2,8   | 2,1   |
| China                                                   | 25,8  | 22,0  | 23,5  | 28,8  | 22,9  | 36,6  | 28,2  | 24,4  | 21,7  | 22,5  | 21,0  |
| Indien                                                  | 32,5  | 28,0  | 25,1  | 24,3  | 27,3  | 20,1  | 19,9  | 17,0  | 14,2  | 14,8  | 16,5  |
| Andere asiatische Länder                                | 15,9  | 15,4  | 12,7  | 11,7  | 11,9  | 8,6   | 9,4   | 10,3  | 15,5  | 17,3  | 19,8  |
| Asien insgesamt (ohne Japan)                            | 74,2  | 65,4  | 61,3  | 64,8  | 62,1  | 65,3  | 57,5  | 51,7  | 51,4  | 54,7  | 57,4  |
| Afrika                                                  | 7,1   | 12,3  | 10,5  | 9,9   | 10,1  | 7,1   | 7,1   | 7,0   | 9,0   | 9,9   | 12,9  |
| Welt                                                    | 100.0 | 100.0 | 100.0 | 100.0 | 100.0 | 100.0 | 100.0 | 100.0 | 100.0 | 100.0 | 100.0 |

## Die Weltbevölkerung nach Kontinenten
|          | 2016 | 2030 | 2050 |
| -------- | ---- | ---- | ---- |
| Asien    | 4437 | 4946 | 5327 |
| Afrika   | 1203 | 1681 | 2527 |
| Amerika  | 997  | 1117 | 1220 |
| Europa   | 740  | 744  | 728  |
| Ozeanien | 40   | 51   | 66   |
| Welt     | 7418 | 8539 | 9869 |

Weltbevölkerung nach Kontinenten (Asien dreigeteilt), 400 v. bis 2000 n. Chr.

Die folgenden Bevölkerungszahlen und -projektionen sind dem DSW-Datenreport 2016 der Deutschen Stiftung Weltbevölkerung vom September 2016 entnommen und entsprechen der Publikation des Population Reference Bureau: 2016 World Population Data Sheet.

### Historische Entwicklung

#### 400 v. Chr. bis heute
Zur Zeitenwende lebten etwa 69 % der Weltbevölkerung in Asien (31 % in China, 21 % in Indien und circa 18 % im restlichen Asien), 18 % in Europa, 10 % in Afrika und 3 % in Amerika und dem Rest der Welt. Diese Anteilsverhältnisse blieben bis zum Jahr 1800 weitgehend konstant.
Indien hatte im frühen Mittelalter seinen prozentual größten Anteil an der Weltbevölkerung mit 30 %. In dieser Zeit lag Europa mit 13 % auf einem historischen Minimum.
China hatte drei Maxima um die Jahre 200, 1200 und 1800 mit Anteilen über 30 %, dazwischen Perioden um die 20 %. Die Ein-Kind-Politik seit Beginn der 1980er-Jahre in China sorgte für eine sichtbare Abflachung der Bevölkerungs-Wachstumskurve. Aktuell (2019) liegt der Anteil an der Weltbevölkerung bei circa 18 %.
Der Anteil von Nord- und Südamerika blieb lange gering und hatte um 1700 ein historisches Tief mit nur 2 %. Er nahm jedoch seit 1800 stark zu und erreichte 1975 die 15 %-Marke.
Afrika schwankte zwischen 7 und 13 %, wobei sein Anteil, um 1900 auf einem historischen Tief angekommen, im Verlauf des 20. Jahrhunderts wieder rasch aufholte.
Um 1900 erreichte Europa sein Maximum mit 24 %, seither fiel es wieder ab. Zeitgleich befand sich Indien auf seinem historischen Minimum mit 18 %.

#### 1950 bis 2019
Folgendes Diagramm zeigt die Entwicklung der Bevölkerung der Welt und ihrer Kontinente von 1950 bis 2019 in Millionen

### Aktueller Stand

Die Angaben zu einer Weltbevölkerung sind dem „DSW-Datenreport 2022“ der Deutschen Stiftung Weltbevölkerung und dem „World Population Data Sheet 2022“ der Publikation des Population Reference Bureau  entnommen.
- Welt: 7.963 Millionen im Jahr 2022
  - Asien: 4.730 Millionen (59,4 %) mit Türkei
  - Afrika: 1.419 Millionen (17,8 %) mit Ägypten
  - Amerika: 1.028 Millionen (12,9 %)
  - Europa: 742 Millionen (9,3 %) mit Russland
  - Australien und Ozeanien: 44 Millionen (0,6 %)

Nebenstehende Karten und Tabellen:

Anteile der Kontinente an der Weltbevölkerung

- Anteile der Kontinente an der Weltbevölkerung
- Die Weltbevölkerung 2011
- Bevölkerung der vier größten Staaten 2011
- Bevölkerungstabelle 2011

bieten einen vollständigen Überblick zur Verteilung einer Weltbevölkerung von genau sieben Milliarden Menschen auf die in der Liste der Staaten der Erde (am Ende des Jahres 2011) angeführten 206 Staaten:
1. Karte: Anteile der Kontinente an der Weltbevölkerung – beinhaltet einen farblich gegliederten Überblick zur Bevölkerungsverteilung auf die Kontinente, wobei jedes Feld für ein Prozent der Weltbevölkerung steht.
2. Karte: Die Weltbevölkerung 2011 – beinhaltet die 136 größeren Staaten mit jeweils mehr als 0,05 % der Weltbevölkerung. In diesen 136 der 206 Staaten leben zusammen 99,2 % der Weltbevölkerung.
3. Karte: Staaten Bevölkerung 2011 – beinhaltet die Regionen der vier größten Staaten (China, Indien, USA, Indonesien) mit zusammen 45,0 % der Weltbevölkerung, sowie eine Auflistung der 70 kleineren Staaten mit zusammen 0,8 % der Weltbevölkerung.
4. Karte: Bevölkerungstabelle 2011 – beinhaltet die Bevölkerungszahlen der Kontinente und der 206 Staaten zum Zeitpunkt an dem sieben Milliarden Menschen auf der Welt lebten.

• Quellen der Bevölkerungszahlen nebenstehender Karten: DSW-Datenreport 2011 der Deutschen Stiftung Weltbevölkerung vom September 2011 (teilweise auf die nächste Million gerundet), sowie die Volkszählungsergebnisse in China, Indien, USA und Indonesien im Jahr 2010 bzw. 2011 (gerundet zur Angleichung an die Bevölkerungszahlen des DSW-Datenreport 2011)

## Die bevölkerungsreichsten Staaten

Die 16 bevölkerungsreichsten Staaten 2011

Die Angaben sind dem DSW-Datenreport 2022 der Deutschen Stiftung Weltbevölkerung vom November 2022 entnommen und entsprechen der Publikation des Population Reference Bureaus: 2022 World Population Data Sheet.
1. Volksrepublik China: 1,437 Milliarden (etwa 18,0 % der Weltbevölkerung)
2. Indien: 1,417 Milliarden (17,8 %)
3. Vereinigte Staaten: 333 Millionen (4,2 %)
4. Indonesien: 276 Millionen (3,5 %)
5. Pakistan: 236 Millionen (3,0 %)
6. Nigeria: 219 Millionen (2,8 %)
7. Brasilien: 215 Millionen (2,7 %)
8. Bangladesch: 171 Millionen (2,1 %)
9. Russland: 144 Millionen (1,8 %)
10. Mexiko: 128 Millionen (1,6 %)
11. Japan: 125 Millionen (1,6 %)
12. Äthiopien: 123 Millionen (1,5 %)
13. Philippinen: 116 Millionen (1,5 %)
14. Ägypten: 104 Millionen (1,3 %)
15. Vietnam: 99 Millionen (1,2 %)
16. Demokratische Republik Kongo: 99 Millionen (1,2 %)
17. Iran: 85 Millionen (1,1 %)
18. Türkei 83 Millionen (1,0 %)
19. Deutschland: 83 Millionen (1,0 %)
20. Vereinigtes Königreich: 68 Millionen (0,9 %)

In diesen 20 bevölkerungsreichsten Staaten leben 5,346 Milliarden Menschen und somit rund zwei Drittel der gesamten Weltbevölkerung von 7,963 Milliarden. Die Europäische Union würde mit 447 Millionen Einwohnern (etwa 5,6 % der Weltbevölkerung) in 27 Mitgliedstaaten (nach dem Brexit) den 3. Rang einnehmen. In China, Indien, der EU und den USA lebt zusammen fast die Hälfte der Weltbevölkerung. Neben der jeweiligen Demografie wird die jeweilige Bevölkerungsentwicklung dabei mitunter stark von der Migration beeinflusst (vgl. Liste der Länder nach Nettomigrationsrate).

## Bevölkerungsdichte und Verstädterung
| Gebiet              | Bevölkerungs- dichte 2015 in Einwohner je km² |
| ------------------- | --------------------------------------------- |
| Welt insgesamt      | 054                                           |
| Indien              | 400                                           |
| Deutschland         | 230                                           |
| Schweiz             | 200                                           |
| Volksrepublik China | 144                                           |
| Europäische Union   | 116                                           |
| Österreich          | 110                                           |
| Afrika              | 040                                           |
| Vereinigte Staaten  | 034                                           |
| Südamerika          | 024                                           |
| Russland            | 008                                           |
| Kanada              | 004                                           |
| Australien          | 003                                           |
| Mongolei            | 002                                           |

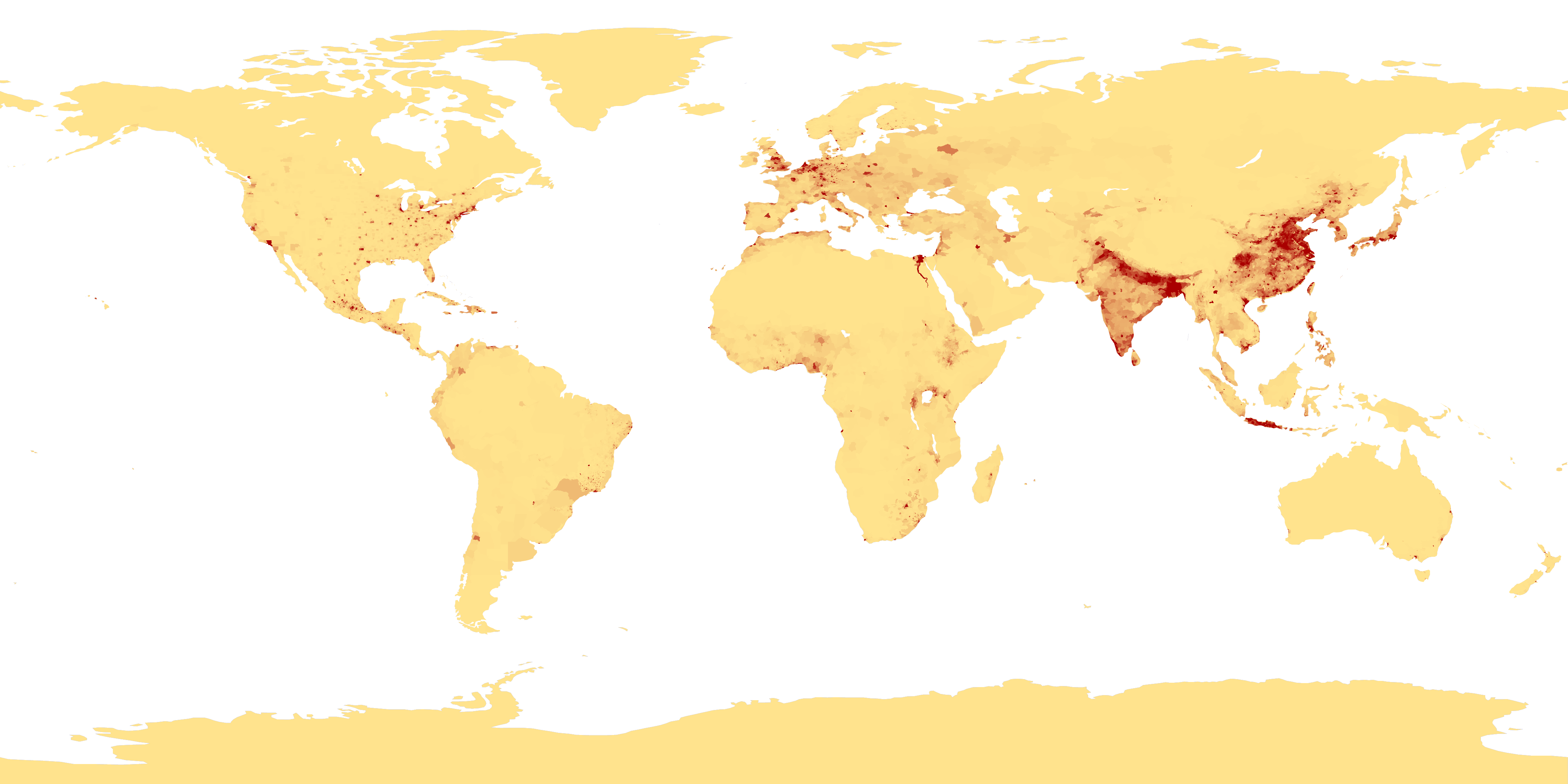
Bevölkerungsdichte nach Regionen

Bevölkerungsdichte nach Staaten

Die Bevölkerungsdichte der Welt ist regional extrem unterschiedlich. Die höchste Bevölkerungsdichte eines Staates weisen die Stadtstaaten Monaco mit rund 19.000, Singapur mit fast 8.000 und Vatikanstadt mit 1.900 Einwohnern pro Quadratkilometer auf. Die größte Bevölkerungsdichte eines Flächenstaats hat Bangladesch mit etwa 1.100 Einwohnern pro Quadratkilometer. Deutschland hat 230, die Schweiz 200 und Österreich rund 110 Einwohner pro Quadratkilometer. Unter den deutschen Bundesländern ist Berlin mit rund 3.900 Einwohnern pro Quadratkilometer am dichtesten besiedelt. Bei den Flächenbundesländern ist es Nordrhein-Westfalen mit 520 Einwohnern pro Quadratkilometer. Der Staat mit der geringsten Bevölkerungsdichte ist die Mongolei mit nur etwa 2 Einwohnern pro Quadratkilometer. Die durchschnittliche Bevölkerungsdichte der Erde liegt bei etwa 54 Einwohnern pro Quadratkilometer Landfläche (ohne Antarktis).
Die UNO erwartet auch in der Zukunft eine weitere Zunahme der weltweiten Verstädterung. Im Jahr 2007 lebten erstmals in der Geschichte mehr Menschen in Städten als auf dem Land. Der Anteil der Stadtbevölkerung wird bis zum Jahr 2030 voraussichtlich auf über 60 % steigen und im Jahr 2050 rund 70 % erreichen. Im Jahr 1950 lag er noch bei 30 %, der Anteil der ländlichen Bevölkerung folglich bei 70 %. In absoluten Zahlen bedeutet dies eine Verdopplung der Stadtbevölkerung zwischen 2005 und 2050 von gut drei auf gut sechs Milliarden Menschen. In derselben Prognose aus dem Jahre 2007 erwartet die UNO hingegen, dass die absolute Anzahl der auf dem Land lebenden Menschen zwischen 2010 und 2025 nahezu konstant sein und danach fallen wird.

## Alters- und Geschlechterstruktur

### Bevölkerungspyramide

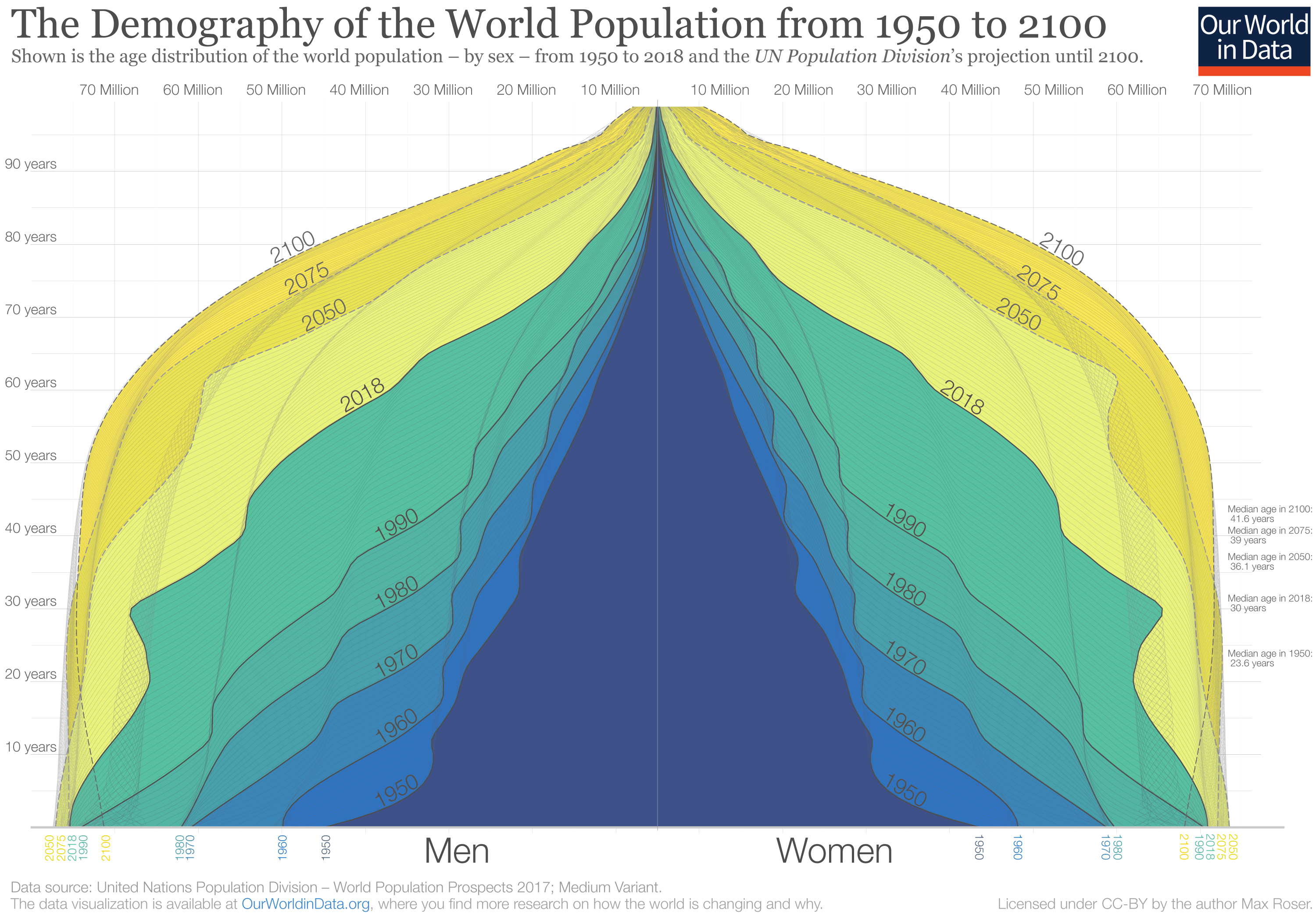
Bevölkerungspyramide der Weltbevölkerung von 1950 bis 2100

Neben dem generellen Bevölkerungswachstum ist in den Bevölkerungspyramiden deutlich die Zunahme der Lebenserwartung zu erkennen. Diese zeigt sich in der Wandlung der verbreiterten Pyramidenform hin zu einer ausgeprägten Bienenstockform ab Mitte des 21. Jahrhunderts.

### Geschlechterstruktur

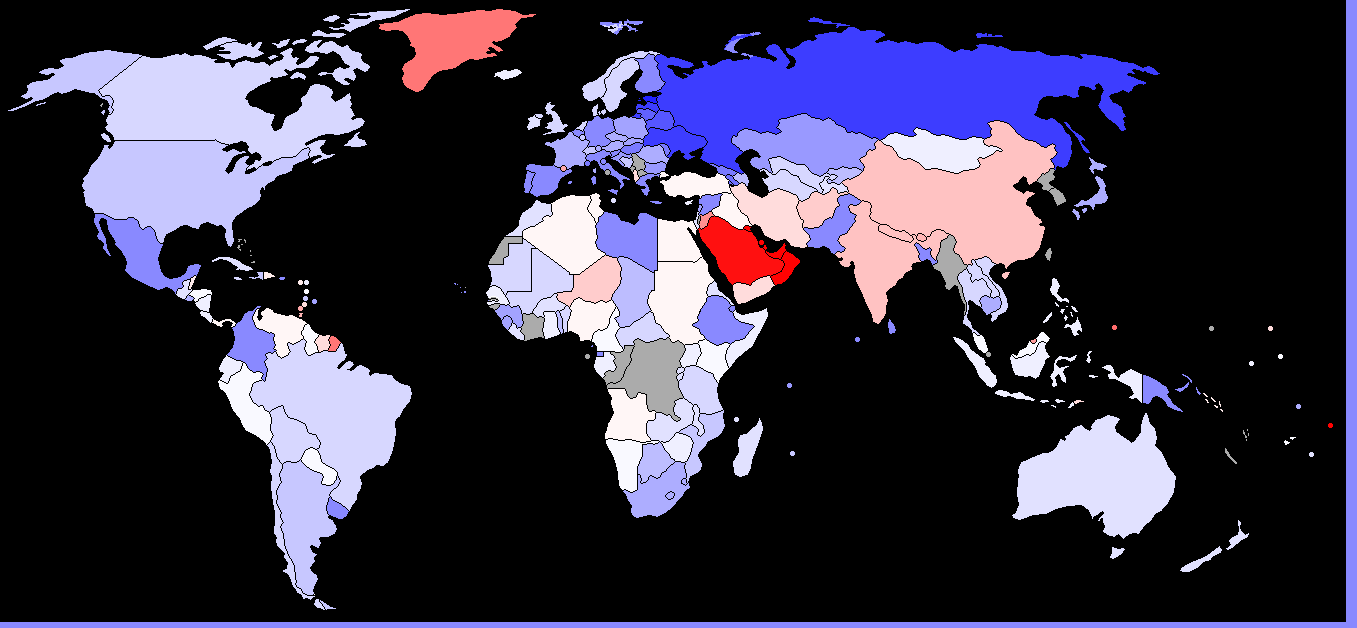
Geschlechterverteilung der Gesamtbevölkerung: Durchschnitt weltweit 1,01 Männer/Frauen; rötlich – mehr Männer, bläulich – mehr Frauen.

Obwohl bei der Geburt das Geschlechterverhältnis bei 1,05 männlich zu 1 weiblich liegt, liegt es Stand 2018 in der Gesamtbevölkerung der Erde bei nur 1,01 zu 1. Dies ist vor allem auf die geringere Lebenserwartung von Männern zurückzuführen. In der Westlichen Welt liegt aus diesem Grund sogar fast überall ein leichter Frauenüberschuss vor. Besonders stark ist der Frauenüberschuss in Russland aufgrund der insbesondere in der Vergangenheit stark unterdurchschnittlichen Lebenserwartung russischer Männer. Auffallend ist der hohe Männerüberschuss in der Volksrepublik China, welcher mit häufigen Abtreibungen weiblicher Embryonen in Folge der Ein-Kind-Politik zusammenhängt. Noch stärker ist der Männerüberschuss aufgrund ihrer vielen männlichen Gastarbeiter in den Ländern der arabischen Halbinsel.

## Zahl aller jemals geborenen Menschen
Die im Jahr 2011 lebenden sieben Milliarden Menschen waren über sechs Prozent der zu diesem Zeitpunkt rund 110 Milliarden jemals geborenen modernen Menschen; über 100 Milliarden waren somit in der Vergangenheit einschließlich der Steinzeit gestorben. Zur Berechnung der Zahl aller jemals geborenen Menschen gibt es verschiedene Quellen, so zum Beispiel einen Artikel des Population Reference Bureaus aus dem Jahr 2002 mit rund 106 Milliarden jemals geborenen modernen Menschen.
Diese Hochrechnung beginnt mit zwei Menschen im Jahr 50.000 v. Chr., während man heute annimmt, dass die Menschwerdung bereits vor 200.000 Jahren oder früher in die Entstehung des modernen Menschen gemündet hat. Die frühen Menschen spielen in der Gesamtzahl jedoch nur eine untergeordnete Rolle. Trotz der langen Zeitspanne, der geringen Lebenserwartung und entsprechend hohen Geburtenraten entfallen auf die 42.000 Jahre bis zum Beginn der Sesshaftwerdung vor etwa 10.000 Jahren nur rund ein Prozent der Gesamtzahl, während mehr als die Hälfte allein auf die letzten 2000 Jahre entfällt.
Andere Arten der Gattung Homo, die in einem Zeitraum bis vor etwa 2,5 Millionen Jahren gelebt haben, sind in dieser Hochrechnung nicht enthalten. Beim Neandertaler wird teilweise davon ausgegangen, dass zeitweise nur wenige Tausend gleichzeitig gelebt haben.
Eine andere Hochrechnung stammt vom Mathematik-Department der Universität Hawaii aus dem Jahr 1999 und startet bereits vor einer Million Jahren mit zwei Personen. Bei ähnlicher Methodik kommt sie zu einer Gesamtzahl von etwa 96 Milliarden Menschen. Obwohl die Gesamtpopulation bereits zum Beginn der Sesshaftwerdung viel höher eingeschätzt wird, entfällt auch hier mit rund 20 Milliarden Menschen nur eine klare Minderheit auf die Zeit vor 8000 vor Christus. Ausgegangen wird dabei allerdings von einer über den ganzen Zeitraum konstanten Lebenserwartung von 25 Jahren.
Beide Hochrechnungen gehen für die gesamte Frühzeit von einem konstanten Bevölkerungswachstum aus, das sich aufgrund der Rahmenannahmen zu lediglich 0,035 bzw. 0,0015 Prozent pro Jahr errechnet (entspricht einer Verdopplung der Population innerhalb von ungefähr 2.000 bzw. 45.000 Jahren).

## Weltbevölkerungstag
Am 11. Juli 1987 überschritt die Weltbevölkerung nach UN-Berechnungen die Zahl von fünf Milliarden Menschen. Um auf die damit verbundenen Probleme aufmerksam zu machen, wurde 1989 durch das Entwicklungsprogramm der Vereinten Nationen der 11. Juli eines jeden Jahres zum Internationalen Weltbevölkerungstag erklärt.
Am 12. Oktober 1999 wurde nach UN-Berechnungen der sechsmilliardste Mensch auf der Erde geboren; am 31. Oktober 2011 der siebenmilliardste Mensch. Am 15. November 2022 wurde die Schwelle von acht Milliarden Menschen erreicht.